# Конвой RA 55B
Конвой RA 55B (англ. Convoy RA 55B) — арктичний конвой транспортних суден у кількості 8 одиниць, який у супроводженні союзних кораблів ескорту прямував від радянських портів до берегів Ісландії та Шотландії. Конвой вийшов 31 грудня 1943 року з Кольської затоки та 8 січня 1944 року благополучно прибув до Лох Ю. Втрат не мав.

## Кораблі та судна конвою RA 55B

### Транспортні судна
| Назва                      | Прапор          | Тоннаж (GRT) | Прим.                                                    |
| -------------------------- | --------------- | ------------ | -------------------------------------------------------- |
| Daldorich (1930)           | Велика Британія | 5 571        |                                                          |
| Empire Stalwart (1943)     | Велика Британія | 7 045        |                                                          |
| Fort Columbia (1942)       | Велика Британія | 7 155        |                                                          |
| Fort Poplar (1942)         | Велика Британія | 7 134        |                                                          |
| James Gordon Bennet (1942) | США             | 7 176        | транспортне судно типу «Ліберті»                         |
| Lucerna (1930)             | Велика Британія | 6 556        |                                                          |
| San Ambrosio (1935)        | Велика Британія | 7 410        |                                                          |
| Thomas Kearns (1943)       | США             | 7 194        | транспортне судно типу «Ліберті»; судно командора конвою |

### Кораблі ескорту
| Ближній ескорт    |                                         |                                                          |                   |
| «Вайтхолл»        | Військово-морські сили Великої Британії | ескадрений міноносець «Модифікований Адміралті» типу «W» | 31 грудня-7 січня |
| «Ресле»           | Військово-морські сили Великої Британії | ескадрений міноносець типу «W»                           | 31 грудня-8 січня |
| «Глінер»          | Військово-морські сили Великої Британії | тральщик типу «Гальсіон»                                 | 31 грудня-8 січня |
| «Ханісакл»        | Військово-морські сили Великої Британії | корвет типу «Флавер»                                     | 31 грудня-8 січня |
| «Оксліп»          | Військово-морські сили Великої Британії | корвет типу «Флавер»                                     | 31 грудня-8 січня |
| «Рододендрон»     | Військово-морські сили Великої Британії | корвет типу «Флавер»                                     | 31 грудня-8 січня |
| «Спідвел»         | Військово-морські сили Великої Британії | тральщик типу «Гальсіон»                                 | 31 грудня-1 січня |
| Океанський ескорт |                                         |                                                          |                   |
| «Хайда»           | Військово-морські сили Канади           | ескадрений міноносець типу «Трайбл»                      | 31 грудня-7 січня |
| «Гурон»           | Військово-морські сили Канади           | ескадрений міноносець типу «Трайбл»                      | 31 грудня-7 січня |
| «Імпалсів»        | Військово-морські сили Великої Британії | ескадрений міноносець типу «I»                           | 31 грудня-7 січня |
| «Ірокеу»          | Військово-морські сили Канади           | ескадрений міноносець типу «Трайбл»                      | 31 грудня-7 січня |
| «Онслот»          | Військово-морські сили Великої Британії | ескадрений міноносець типу «O»                           | 31 грудня-7 січня |
| «Онслоу»          | Військово-морські сили Великої Британії | лідер ескадрених міноносців типу «O»                     | 31 грудня-7 січня |
| «Орвелл»          | Військово-морські сили Великої Британії | ескадрений міноносець типу «O»                           | 31 грудня-7 січня |
| Кораблі зустрічі  |                                         |                                                          |                   |
| «Реді»            | Військово-морські сили Великої Британії | тральщик типу «Алджерін»                                 | 7-8 січня         |
| «Орестес»         | Військово-морські сили Великої Британії | тральщик типу «Алджерін»                                 | 7-8 січня         |

## Військові кораблі Крігсмаріне

### Підводні човни
| Назва | Тип   | Командир                               | Прим. |
| ----- | ----- | -------------------------------------- | ----- |
| U-314 | VII C | капітан-лейтенант Георг-Вільям Бассе   |       |
| U-387 | VII C | капітан-лейтенант Рудольф Бюхлер       |       |
| U-601 | VII C | оберлейтенант-цур-зее Отто Гансен      |       |
| U-716 | VII C | оберлейтенант-цур-зее Ганс Дюнкельберг |       |
| U-957 | VII C | оберлейтенант-цур-зее Гергард Шар      |       |